# Edelstal
Edelstal (ungarisch Nemesvölgy, kroatisch Niklšdol) ist eine Gemeinde mit 824 Einwohnern (Stand 1. Jänner 2025) im Bezirk Neusiedl am See im Burgenland in Österreich.

## Geografie
Edelstal liegt eingebettet in eine Talmulde in den Hundsheimer Bergen, den westlichsten Ausläufern der Kleinen Karpaten. Der Ort ist an allen vier Seiten vom Bundesland Niederösterreich umgeben und nur über eine schmale „Landbrücke“ mit dem Burgenland verbunden. Edelstal ist der einzige Ort in der Gemeinde.

### Nachbargemeinden
| Hundsheim      | Wolfsthal                                   |                         |
|                | Kompassrose, die auf Nachbargemeinden zeigt | Berg (Niederösterreich) |
| Prellenkirchen |                                             | Kittsee                 |

## Geschichte
Zahlreiche Funde belegen eine Besiedlung bereits vor langer Zeit. Die erste urkundliche Erwähnung stammt aus dem Jahre 1353. Wir finden sie in dem Testament des Reichsgrafen Konrad von Schaunberg, in welchem die Ortschaft als „Uttestal“ bezeichnet wird. Im Jahre 1529 wird die Gemeinde in den Annalen der Pfarrei Hainburg als „Etlastal“ genannt.
Im Spätmittelalter, 1412 scheint Edelstal ein weiteres Mal in einer schriftlichen Quelle auf, in welcher es um einen Streit von Friedrich und Hermann Scharfenegg mit den Hundsheimern wegen Holden in Edelstal ging. Im Lauf der folgenden Jahrhunderte werden die Nachrichten über das Dorf Edelstal immer häufiger.
Nach dem Ersten Türkenkrieg ist das Dorf wahrscheinlich auch zerstört worden, denn erst seit 1615 dürfte der Talkessel wieder bewohnt gewesen sein. Auch der zweite Zug der Türken gegen Wien ist hier nicht spurlos vorüber gegangen. So erfahren wir von einem umfangreichen Dokument aus dem Jahre 1685, welche Ausgaben die Dorfbewohner im Zusammenhang mit den Türkenkriegen hatten.
Aus den Quellen kann man annehmen, dass ein Teil der Leute, die vor den Türken geflohen sind, wieder ins Dorf zurückgekommen sind, und andere Neusiedler, die vor allem aus Schwaben, der Pfalz, Bayern, Sachsen, Tirol und Oberösterreich stammten, haben sich in Edelstal und den Nachbardörfern niedergelassen. Von diesen Namen, die am Anfang des 18. Jahrhunderts in den Quellen zur Vergangenheit von Edelstal aufscheinen, sind heute noch viele vorhanden.
Der ungarische Name Nemes Völgye der Ortschaft taucht  in der zweiten Hälfte des 17. Jahrhunderts auf (Pagus hic Edelsthal vocatur, in Lingua Nostra Hungarica – Nemes Völgye).
Im Jahr 1884 wurden vom Forscher Ágost Sőtér (1837–1905) Teile einer römischen Villa und eines awarischen Friedhofes entdeckt.
In der Zeit Österreich-Ungarns gehörte Edelstal zum Königreich Ungarn (Komitat Wieselburg). Nach dem Ersten Weltkrieg und dem Vertrag von Trianon (1920) kam es 1921 zu Österreich und wurde Teil des neu gegründeten Bundeslandes Burgenland.
Im Jahr 1971 wurde Edelstal mit Kittsee vereinigt. Seit 1. Jänner 1992 ist Edelstal wieder eine selbstständige Gemeinde.

### Bevölkerungsentwicklung
| Edelstal: Einwohnerzahlen von 1869 bis 2025         | Edelstal: Einwohnerzahlen von 1869 bis 2025 | Edelstal: Einwohnerzahlen von 1869 bis 2025 | Edelstal: Einwohnerzahlen von 1869 bis 2025 | Edelstal: Einwohnerzahlen von 1869 bis 2025 |
| --------------------------------------------------- | ------------------------------------------- | ------------------------------------------- | ------------------------------------------- | ------------------------------------------- |
| Jahr                                                |                                             |                                             |                                             | Einwohner                                   |
| 1869                                                | 1869                                        |                                             | 644                                         | 644                                         |
| 1880                                                | 1880                                        |                                             | 667                                         | 667                                         |
| 1890                                                | 1890                                        |                                             | 683                                         | 683                                         |
| 1900                                                | 1900                                        |                                             | 702                                         | 702                                         |
| 1910                                                | 1910                                        |                                             | 759                                         | 759                                         |
| 1923                                                | 1923                                        |                                             | 705                                         | 705                                         |
| 1934                                                | 1934                                        |                                             | 677                                         | 677                                         |
| 1939                                                | 1939                                        |                                             | 649                                         | 649                                         |
| 1951                                                | 1951                                        |                                             | 690                                         | 690                                         |
| 1961                                                | 1961                                        |                                             | 625                                         | 625                                         |
| 1971                                                | 1971                                        |                                             | 573                                         | 573                                         |
| 1981                                                | 1981                                        |                                             | 530                                         | 530                                         |
| 1991                                                | 1991                                        |                                             | 544                                         | 544                                         |
| 2001                                                | 2001                                        |                                             | 607                                         | 607                                         |
| 2011                                                | 2011                                        |                                             | 634                                         | 634                                         |
| 2021                                                | 2021                                        |                                             | 797                                         | 797                                         |
| 2025                                                | 2025                                        |                                             | 824                                         | 824                                         |
| Quelle(n): Statistik Austria, Gebietsstand 1.1.2021 |                                             |                                             |                                             |                                             |

## Kultur und Sehenswürdigkeiten

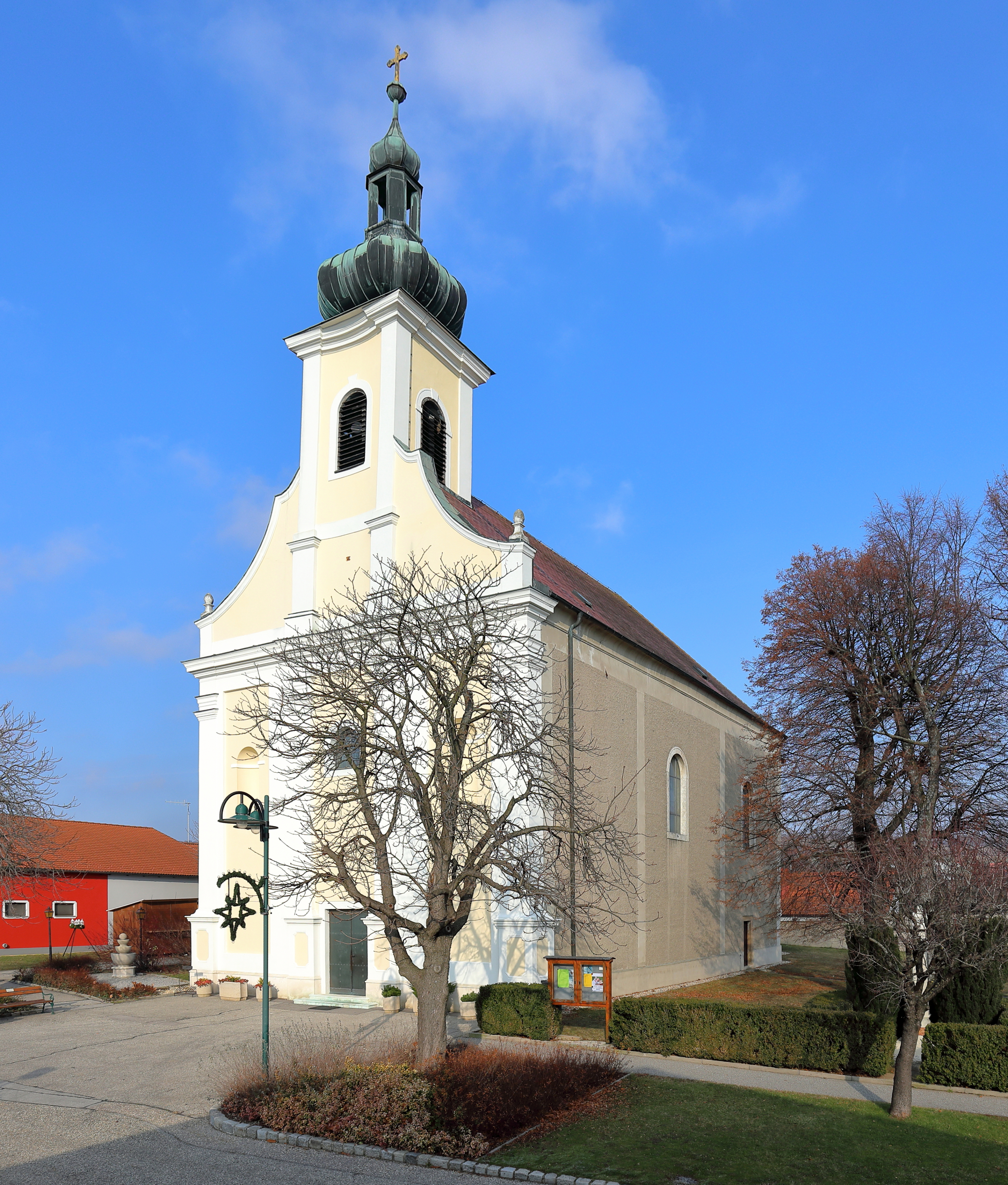
Pfarrkirche Edelstal

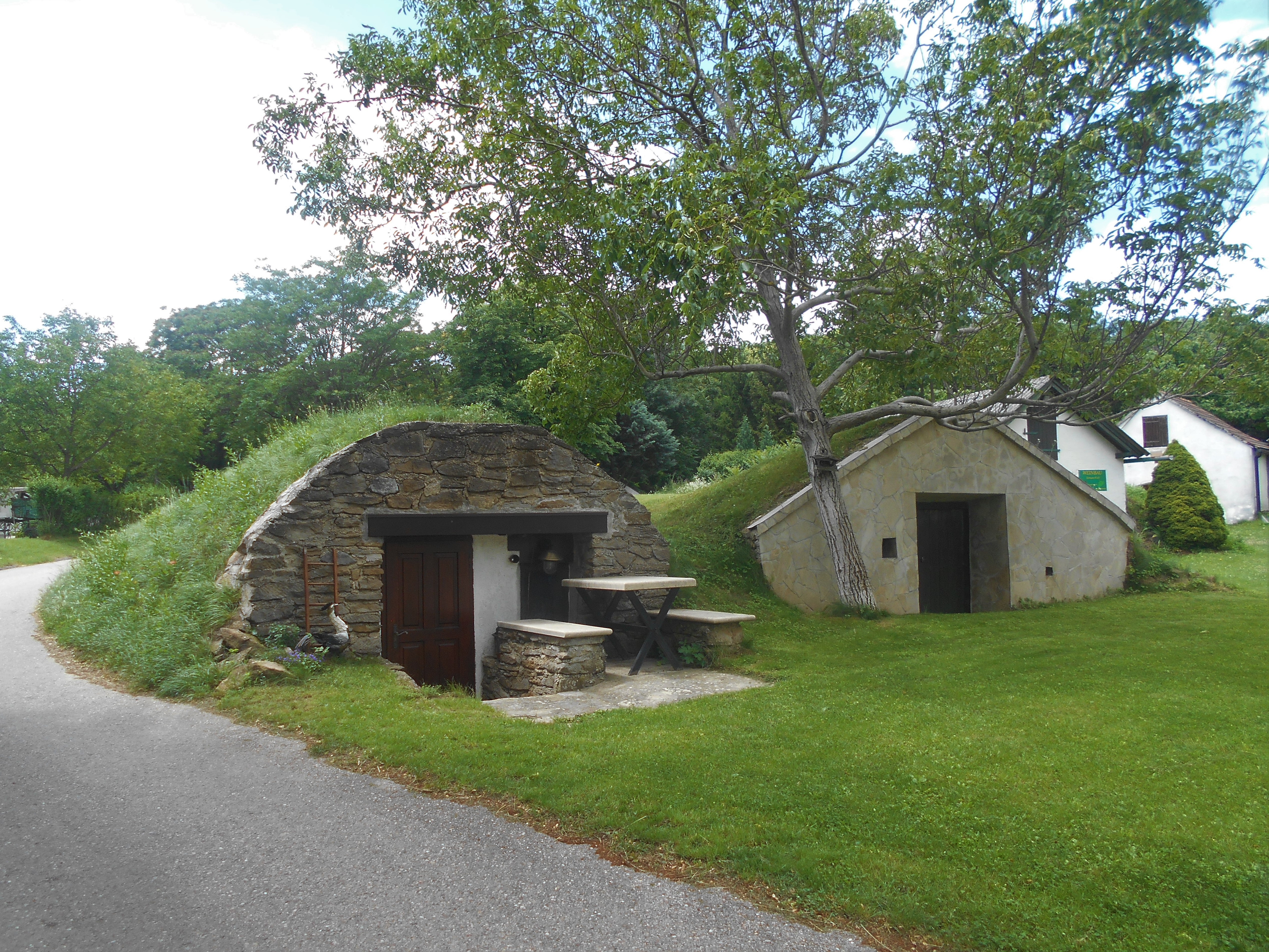
Weinkeller im Kellerviertel

- Pfarrkirche Edelstal: Die Pfarrkirche hl. Stephan, König von Ungarn ist ein großer Saalbau, der um 1740 errichtet und mehrfach erweitert wurde. Der Hochaltar aus dem ersten Viertel des 18. Jahrhunderts stammt aus der Kirche des Augustinerinnenklosters in Eisenstadt und wurde 1792 übertragen.
- Edlstal hat am südwestlichen Ortsrand ein Kellerviertel (siehe Liste der Kellergassen im Burgenland), die Keller sind überwiegend in den Lehm gegraben.

## Wirtschaft und Infrastruktur

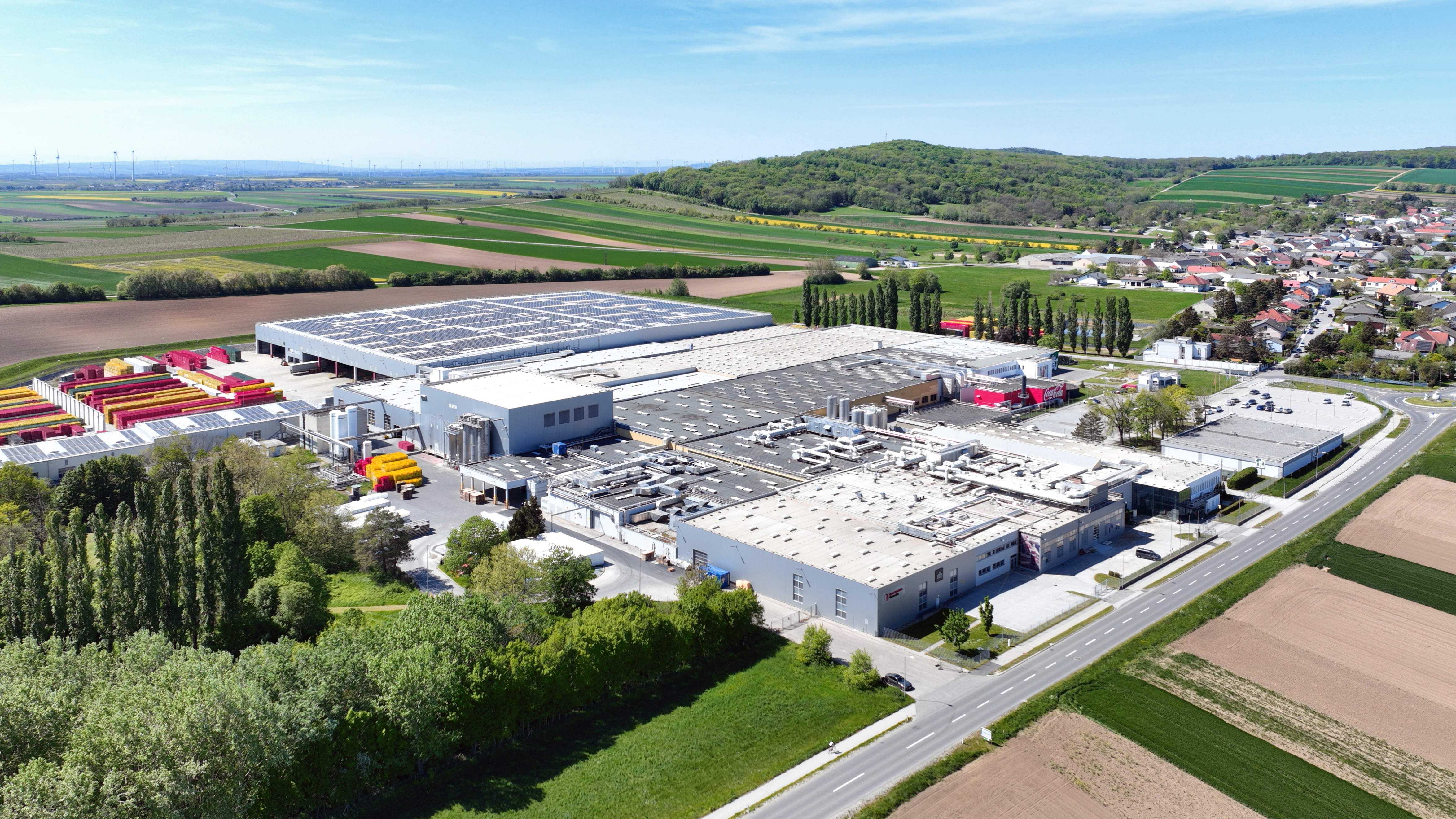
Coca-Cola Produktions- und Logistikcenter

Edelstal ist Sitz des Mineralwasserabfüllers Römerquelle, einer der bekanntesten Mineralwassermarken in Österreich. Seit 2003 ist Römerquelle im Besitz von Coca-Cola Hellenic Österreich, die hier auch Getränke ohne Kohlensäure abfüllt. Im Jahr 2013 wurde das ehemalige Römerquelle-Betriebsgelände zu einem Coca-Cola Produktions- und Logistikcenter ausgebaut.

## Politik

### Gemeinderat
Der Gemeinderat umfasst aufgrund der Einwohnerzahl insgesamt 13 Mitglieder.
| Partei          | 2022             | 2022             | 2022             | 2017             | 2017             | 2017             | 2012    | 2012    | 2012    | 2007    | 2007    | 2007    | 2002    | 2002    | 2002    | 1997    | 1997    | 1997    |
| Partei          | Sti.             | %                | M.               | Sti.             | %                | M.               | Sti.    | %       | M.      | Sti.    | %       | M.      | Sti.    | %       | M.      | Sti.    | %       | M.      |
| --------------- | ---------------- | ---------------- | ---------------- | ---------------- | ---------------- | ---------------- | ------- | ------- | ------- | ------- | ------- | ------- | ------- | ------- | ------- | ------- | ------- | ------- |
| ÖVP             | 377              | 63,36            | 8                | 420              | 73,30            | 10               | 348     | 62,82   | 9       | 304     | 54,09   | 7       | 215     | 42,16   | 5       | 134     | 30,88   | 4       |
| SPÖ             | 218              | 36,64            | 5                | 153              | 26,70            | 3                | 171     | 30,87   | 4       | 238     | 42,35   | 6       | 257     | 50,39   | 7       | 190     | 43,78   | 6       |
| FPÖ             | nicht kandidiert | nicht kandidiert | nicht kandidiert | nicht kandidiert | nicht kandidiert | nicht kandidiert | 35      | 6,32    | 0       | 20      | 3,56    | 0       | 38      | 7,45    | 1       | 110     | 25,35   | 3       |
| Wahlberechtigte | 748              | 748              | 748              | 738              | 738              | 738              | 694     | 694     | 694     | 649     | 649     | 649     | 601     | 601     | 601     | 508     | 508     | 508     |
| Wahlbeteiligung | 83,56 %          | 83,56 %          | 83,56 %          | 83,33 %          | 83,33 %          | 83,33 %          | 86,02 % | 86,02 % | 86,02 % | 90,60 % | 90,60 % | 90,60 % | 89,02 % | 89,02 % | 89,02 % | 92,91 % | 92,91 % | 92,91 % |

### Bürgermeister
- bis 2007 Moritz Anton (SPÖ)[8]
- seit 2007 Gerald Handig (ÖVP)[3]

### Wappen
Blasonierung: In rotem Schild eine von zwei goldenen Händen gehaltene blaue Schale, aus der eine blaue Fontäne aufsteigt, die mit goldumrahmten blauen Perlen belegt ist; die Fontäne wird überhöht von einer goldenen Weintraube und drei goldenen Ähren.
Das Wappen wurde am 27. Jänner 1998 verliehen. Schon seit Jahrhunderten wird auf Edelstaler Boden Wein- und Getreideanbau betrieben, welche neben der Viehzucht die Lebensgrundlage für die Bewohner der Gemeinde bildeten. Die Quelle, welche schon seit vielen Jahrhunderten südlich des Dorfes sprudelt und durch die Firma Römerquelle vermarktet wird, hat einen großen Einfluss auf die Entwicklung der Gemeinde.

## Persönlichkeiten
- Adam Liszt (1776–1827), Beamter, Musiker und Vater des Komponisten und Pianisten Franz Liszt
- Frederick Reiss (1891–1981), Universitätsprofessor, Arzt, Mykologe[10]
- Ovidius Faust (1896–1972), Historiker und Stadtarchivar in Preßburg